# 逯端
逯端（1409年—1449年），浙江仁和县（今杭州）人。明朝官員、進士出身。

## 生平
宣德五年（1430年）登進士。正統二年（1437年），授行在兵部主事，后升至員外郎。正統十四年（1449年），跟從明英宗北征瓦剌，在土木之變中殉難。

## 家族
曾祖父逯師顏，曾任元江浙省員外郎。祖父逯原臣，曾任元江浙省都事。父亲逯宏，曾任任武進縣儒學訓導。